# Prima Categoria Puglia 1962-1963
Il campionato di calcio di Prima Categoria 1962-1963 è stato il V livello del campionato italiano. A carattere regionale, fu il quarto campionato dilettantistico con questo nome dopo la riforma voluta da Zauli del 1958.
Questi sono i gironi organizzati della regione Puglia.

## Girone A

### Aggiornamenti
A.S. Casamassima ed A.S.C. La Santermana non si sono iscritte al campionato di Prima Categoria 1962-1963.

### Squadre partecipanti
| Club                      | Città                      |
| ------------------------- | -------------------------- |
| A.S.C. Acquaviva          | Acquaviva delle Fonti (BA) |
| U.S. Altamura             | Altamura (BA)              |
| U.S. Apricena             | Apricena (FG)              |
| U.S. Audace Cerignola     | Cerignola (FG)             |
| U.S. Bitonto              | Bitonto (BA)               |
| U.S. Giovinazzo           | Giovinazzo (BA)            |
| U.S. Grumese              | Grumo Appula (BA)          |
| U.S. Lucera               | Lucera (FG)                |
| A.S. Manfredonia          | Manfredonia (FG)           |
| U.S. Modugno              | Modugno (BA)               |
| Pol. Mola                 | Mola di Bari (BA)          |
| A.S. Noicattaro           | Noicattaro (BA)            |
| Pol. Ortanova             | Orta Nova (FG)             |
| A.S. Palo                 | Palo del Colle (BA)        |
| A.S. Pro Gioia            | Gioia del Colle (BA)       |
| U.S. San Giovanni Rotondo | San Giovanni Rotondo (FG)  |

### Classifica finale
|  | Pos. | Squadra              | Pt       | G  | V  | N  | P  | GF | GS | DR  |
|  | ---- | -------------------- | -------- | -- | -- | -- | -- | -- | -- | --- |
|  | 1.   | Audace Cerignola     | 39       | 28 | 17 | 5  | 3  | 26 | 39 | -13 |
|  | 2.   | Giovinazzo           | 39       | 28 | 15 | 9  | 4  | 60 | 28 | 48  |
|  | 3.   | Acquaviva            | 34       | 28 | 13 | 8  | 7  | 44 | 26 | 18  |
|  | 4.   | Orta Nova            | 33       | 28 | 12 | 9  | 7  | 49 | 28 | 21  |
|  | 5.   | Manfredonia          | 28       | 28 | 12 | 4  | 12 | 51 | 36 | 15  |
|  | 6.   | Lucera               | 28       | 28 | 9  | 10 | 9  | 45 | 37 | 8   |
|  | 7.   | Pro Gioia            | 28       | 28 | 11 | 6  | 11 | 46 | 38 | 8   |
|  | 8.   | Palo                 | 28       | 28 | 10 | 8  | 10 | 33 | 35 | -2  |
|  | 9.   | Grumese              | 28       | 28 | 8  | 12 | 8  | 29 | 38 | -9  |
|  | 10.  | Modugno              | 27       | 28 | 8  | 11 | 9  | 40 | 52 | -12 |
|  | 11.  | San Giovanni Rotondo | 25       | 28 | 9  | 7  | 12 | 42 | 41 | 1   |
|  | 12.  | Bitonto              | 24       | 28 | 9  | 6  | 13 | 31 | 42 | -11 |
|  | 13.  | Altamura             | 23       | 28 | 7  | 9  | 12 | 28 | 43 | -15 |
|  | 14.  | Mola                 | 21       | 28 | 6  | 9  | 13 | 32 | 67 | -35 |
|  | 15.  | Noicattaro (-1)      | 14       | 28 | 3  | 9  | 16 | 23 | 91 | -68 |
|  | ---  | Apricena             | Ritirata |    |    |    |    |    |    |     |

Legenda:

 Ammesso alle finali regionali.
      Retrocesso in Seconda Categoria.
Note:

Due punti a vittoria, uno a pareggio, zero a sconfitta.
Il Cerignola è stato ammesso alle finali promozione dopo aver vinto lo spareggio con l'ex aequo Giovinazzo.
Il Noicattaro è stato penalizzato con la sottrazione di 1 punto in classifica.

### Spareggio per il primo posto
|                  | Risultati |            | Luogo e data         |
| ---------------- | --------- | ---------- | -------------------- |
| Audace Cerignola | 1-0       | Giovinazzo | Lecce, 2 giugno 1963 |
|                  |           |            |                      |

## Girone B

### Aggiornamenti
L'U.S. Crispiano non si è iscritto al campionato di Prima Categoria 1962-1963.

### Squadre partecipanti
| Club                     | Città                      |
| ------------------------ | -------------------------- |
| U.S. Antonio Toma Maglie | Maglie (LE)                |
| A.S. Aradeo              | Aradeo (LE)                |
| Campi                    | Campi Salentina (LE)       |
| A.S. Casarano            | Casarano (LE)              |
| U.S. Galatone            | Galatone (LE)              |
| A.S. Martina             | Martina Franca (TA)        |
| A.S. Mesagne             | Mesagne (BR)               |
| A.S. Novoli              | Novoli (LE)                |
| A.S. Putignano           | Putignano (BA)             |
| A.S. Pro Castellana      | Castellana Grotte (BA)     |
| A.S. Pro Italia Galatina | Galatina (LE)              |
| U.S. San Giorgio Jonico  | San Giorgio Jonico (TA)    |
| U.S. Squinzano           | Squinzano (LE)             |
| Pol. San Pietro          | San Pietro Vernotico (BR)  |
| U.S. San Vito            | San Vito dei Normanni (BR) |
| Scuole C.E.M.M.          | Taranto                    |

### Classifica finale
|  | Pos. | Squadra              | Pt | G  | V  | N | P  | GF | GS  | DR   |
|  | ---- | -------------------- | -- | -- | -- | - | -- | -- | --- | ---- |
|  | 1.   | Toma Maglie          | 46 | 30 | 20 | 6 | 4  | 72 | 25  | 47   |
|  | 2.   | Casarano             | 45 | 30 | 19 | 7 | 4  | 65 | 15  | 50   |
|  | 3.   | Pro Italia Galatina  | 42 | 30 | 18 | 6 | 6  | 75 | 27  | 48   |
|  | 4.   | Novoli               | 39 | 30 | 18 | 3 | 9  | 52 | 22  | 30   |
|  | 5.   | Martina              | 38 | 30 | 17 | 4 | 9  | 48 | 36  | 12   |
|  | 6.   | Galatone             | 34 | 30 | 13 | 8 | 9  | 43 | 36  | 7    |
|  | 7.   | Mesagne              | 32 | 30 | 15 | 3 | 12 | 40 | 36  | 4    |
|  | 8.   | Putignano            | 32 | 30 | 14 | 4 | 12 | 39 | 45  | -6   |
|  | 9.   | Squinzano            | 31 | 30 | 12 | 7 | 11 | 41 | 37  | 4    |
|  | 10.  | Pro Castellana       | 30 | 30 | 12 | 6 | 12 | 47 | 44  | 3    |
|  | 11.  | Scuole CEMM          | 29 | 30 | 11 | 7 | 12 | 64 | 40  | 24   |
|  | 12.  | Aradeo               | 24 | 30 | 10 | 4 | 16 | 41 | 50  | -9   |
|  | 13.  | San Pietro Vernotico | 21 | 30 | 6  | 9 | 15 | 39 | 62  | -23  |
|  | 14.  | San Giorgio Jonico   | 13 | 30 | 4  | 5 | 21 | 26 | 88  | -62  |
|  | 15.  | Campi                | 13 | 30 | 3  | 7 | 20 | 20 | 70  | -50  |
|  | 16.  | San Vito Normanni    | 9  | 30 | 3  | 4 | 23 | 2  | 107 | -105 |

Legenda:

 Ammesso alle finali regionali.
      Promosso in Serie D 1963-1964.
      Retrocesso in Seconda Categoria.
Note:

Due punti a vittoria, uno a pareggio, zero a sconfitta.
il San Vito è stato penalizzaqto con la sottrazione di 1 punto in classifica.

## Finali regionali
|                  | Risultati |             | Luogo e data             |
| ---------------- | --------- | ----------- | ------------------------ |
| Audace Cerignola | 1-1       | Toma Maglie | Cerignola, 9 giugno 1963 |
| Toma Maglie      | 4-0       | Cerignola   | Maglie, 16 giugno 1963   |
|                  |           |             |                          |